# پاپاردله
پاپاردله (به ایتالیایی: [papparˈdɛlle]؛ مفرد: pappardella؛ از فعل pappare، به معنی قورت دادن، بلعیدن) به رشته‌های پاستای بزرگ، بسیار پهن و صاف می‌گویند، شبیه فتوچینی  منتها پهن‌تر. پاپاردله از مناطق مرکزی ایتالیا به ویژه توسکانی می‌آید.عرض آن ۲ تا ۳سانتی است و ممکن است لبه‌های چین‌خورده یا صاف داشته باشد. در خمیر آن معمولاً تخم‌مرغ استفاده می‌کنند و اغلب با سس‌های پرمایه و غلیظ سرو می‌شود.